# Cundinamarca
Tỉnh Cundinamarca  (Departamento de Cundinamarca, phát âm tiếng Tây Ban Nha: [kundinaˈmaɾka]) là một tỉnh của Colombia. Tỉnh có diện tích 22.623 kilômét vuông (8.735 dặm vuông Anh) (không tính vùng thủ đô) và có dân số là 3.242.999 tính đến 2020. Tỉnh thành lập ngày 5 tháng 8, 1886 theo hiến pháp. Cundinamarca nằm ở trung tâm Colombia.
Tỉnh lỵ của Cundinamarca là Bogotá, thủ đô Colombia.